# Krivosúd-Bodovka
Krivosúd-Bodovka (in tedesco Kriwosud-Kleinbodwe, in ungherese Bodóka) è un comune della Slovacchia facente parte del distretto di Trenčín, nella regione omonima.
È citato per la prima volta in un documento storico nel 1398 con il nome di Kys Rauazd al. n. Criuozugye.